# Midtown Tower
Midtown Tower (ミッドタウンタワー?, Middotaun Tawā) è un grattacielo situato nel quartiere di Akasaka a Minato, Tokyo, in Giappone. Completato nel 2007, con i suoi 248 metri è il più alto dei sei edifici facenti parte del complesso immobiliare chiamato Tokyo Midtown. È stato fino al 2014 il più alto grattacielo della capitale giapponese, prima di essere superato da Toranomon Hills. Agli ultimi piani dell'edificio è collocato l'hotel Ritz-Carlton, uno degli alberghi più lussuosi del Paese.

## Costruzione
Situato al centro del complesso di edifici Tokyo Midtown, è il più alto dei sei edifici che si ergono al suo interno, raggiungendo un'altezza di 247,9 metri. È inoltre il secondo edificio più alto dell'area metropolitana di Tokyo e il sesto edificio più alto del Giappone. La struttura è stata progettata dallo studio di architettura americano Skidmore, Owings and Merrill, supportata dalla giapponese Nikkei Sekkei Ltd. e costruita dalla Takenaka e Taisei Corporation. L'apertura ufficiale è avvenuta il 31 marzo 2007, benché gli uffici all'interno dell'edificio fossero operativi già da febbraio.

## Servizi
I 59 piani dell'edificio (5 sotterranei e 54 superiori) ospitano al loro interno vari servizi e attrazioni, rendendo l'edificio multifunzionale. Il 4º piano ospita numerose sale conferenze, le quali dispongono dei più moderni supporti audio e video, offrendo un panorama dell'adiacente parco Hinokicho e potendo ospitare dalle 30 alle 120 persone. Al 5º piano si trova il Tokyo Midtown Design Hub, un'ampia galleria dove trovano spazio mostre d'arte, collaborazioni e conferenze di famosi designer. Il Tokyo Midtown Medical Center è collocato al 6º piano, ed è il primo centro medico che può vantarsi della collaborazione della prestigiosa università americana di medicina Johns Hopkins University.

### Uffici
I piani dal 7º al 44º ospitano uffici commerciali e sedi aziendali, tra le quali:
- Cisco Systems[10]
- Fast Retailing[11]
- Herbert Smith[12]
- Hudson Soft e Konami[13][14]
- Nikko Asset Management[15]
- State Street[16]
- Yahoo! Japan[17]

### Ritz-Carlton Tokyo
L'hotel Ritz-Carlton di Tokyo fa parte del gruppo alberghiero Ritz-Carlton Hotel Company L.L.C. operativo coi suoi alberghi in tutto il mondo. L'albergo, di 248 camere, è situato tra il 45º e il 53º piano dell'edificio, e comprende un'autentica sala da tè giapponese di 200 anni e una suite presidenziale affittabile al costo di 20 000 dollari a notte; secondo un'inchiesta della CNN, nel 2012 la suite veniva affittata a un prezzo di 26 300 dollari a notte, risultando la 9ª suite più cara al mondo. Il 46º piano dell'albergo è adibito a centro fitness con una superficie calpestabile di 2 000 m², mentre nel 45º è disponibile un ristorante dove è possibile godere della cucina di rinomati chef internazionali.
Progettato dal famoso arredatore Frank Nicholson, il Ritz-Carlton di Tokyo trae ispirazione dall'architettura europea con riferimenti all'arte contemporanea, tra cui quattro opere realizzate dall'artista americano Sam Francis. In tutto l'hotel, le finestre offrono scorci panoramici sulla città e sulle cime innevate del Fuji in lontananza.